# (3734) Waland
(3734) Waland ist ein Asteroid des Hauptgürtels, der am 17. Oktober 1960 vom niederländischen Forscherteam Cornelis Johannes van Houten, Ingrid van Houten-Groeneveld und Tom Gehrels im Rahmen des Palomar-Leiden-Surveys entdeckt wurde.
Benannt ist der Asteroid nach dem schottischen Optiker Robert L. Waland, der neue Techniken zur Herstellung des Schmidt-Teleskops entwickelt hat.